# Condado de Birch Hills
El condado de Birch Hills es un distrito municipal canadiense situado en la provincia de Alberta.

## Superficie
Birch Hills tiene una superficie de 2848,75 km².

## Demografía
En 2021, tenía 1516 habitantes, una densidad poblacional de 0,5 hab./km², y 637 viviendas.